# Wilhelm Henie
Pour les articles homonymes, voir Henie.
Wilhelm Henie  (né le 7 septembre 1872 à Kristiania et mort le 10 mai 1937 à Oslo) est un athlète norvégien, spécialiste du cyclisme sur piste et du patinage de vitesse.
Il remporte le championnat du monde de demi-fond amateurs en 1894. Il participe au championnat d'Europe de patinage de vitesse en 1896. À la fin de sa carrière, il devient l'entraineur et le manager de sa fille Sonja, qui deviendra une célèbre patineuse artistique puis par la suite une actrice de cinéma.

## Carrière de cycliste
Henie est un pistard de 1889 à 1902. Il représente durant cette période le club du Kristiania Velocipedklub. Lorsqu'il remporte en 1894 le championnat du monde de demi-fond amateurs, il devient le premier Norvégien champion du monde tout sport confondu.

### Les premiers succès
Il dispute sa première course en juin 1889, sur le vélodrome de Majorstuen qu'il remporte à la surprise générale. En août 1889 il s'adjuge la course des 2 000 mètres sur le vélodrome de Bygdø.
En 1890, il représente son club lors d'une course sur 1 mile à Copenhague qu'il finit troisième.

### Les succès scandinaves
En 1891, Henie enchaine beaucoup de victoires sur les courses scandinaves. Il gagne des courses à Malmö et à Copenhague, où il devient Champion scandinave sur 5 000 mètres. Il établit des records scandinaves sur le 1/2 mile, sur un mile, sur 4000 et 5 000 mètres et sur les 5 miles.
La Norvège n'étant à l'époque pas membre de l'International Cycling Association, il ne participa pas au premier championnat du monde.

### Carrière internationale
Henie participe en 1894 à son premier championnat du monde sur piste. Il remporte l'épreuve du demi-fond amateurs à Anvers, et devient donc champion du monde,,. Durant la course, il a notamment bénéficié de l'aide de cyclistes néerlandais à la fin de la course. Henie s'impose finalement avec 13 tours d'avance sur l'Anglais Green.
Il établit deux nouveaux records du monde en 1894, sur les 2 et 10 miles, dans le vélodrome Herne Hill à Londres.
En 1895 il prend la troisième place du championnat du monde de demi-fond amateurs à Cologne, derrière Cordang et Witteveen. En 1900, il termine cette fois deuxième à Paris, entre Bastien et Hildebrand. Il continue à courir jusqu'en 1902.

## Carrière de patineur
Tout comme Jaap Eden, Wilhelm Henie est aussi un patineur de vitesse. En 1896, il participe au championnat d'Europe de patinage de vitesse à Hambourg où il se classe deuxième sur 500 m, troisième sur 1 500 m, 5 000 m et 10 000 m.

## L'entraineur de Sonja
Henie est marié à Selma Lochmann-Nielsen (1888-1961). Ils ont deux enfants, Leif et Sonja. Sonja commence à prendre des leçons de ballet à l'âge de cinq ans, et elle a ses propres patins à six ans. La famille vit près de Frogner Stadion à Kristiania, et Sonja est à l'aise sur la glace, où elle aime jouer et essayer de nouvelles choses avec ses patins. Alors qu'elle n'a que six ans, elle est découverte par Hjørdis Olsen, elle-même patineuse artistique et entraîneuse d'un club de patinage.
Lorsque Henie apprit que sa fille avait un talent extraordinaire, il décide de lui donner la meilleure formation possible. Il lui trouve des entraîneurs professionnels pour elle, et l'emmène s'entrainer dans les meilleurs sites en Europe. Parmi ses entraîneurs du début, il y a l'ancien champion norvégien et entraîneur professionnel Oscar Holthe et Martin Stixrud (10 fois champion national et médaillé olympique en 1920),. En plus de ces sessions de formation avec des professionnels, Wilhelm Henie entraîne lui-même sa fille. Dans son livre Mitt livs eventyr, Sonja dit de son père qu'il était pour elle « le meilleur manager, promoteur, entraîneur, assistant et père du monde ».
Plus tard, il a également pris des dispositions pour qu'elle danse lors de rencontres sportives. Sonja réalise alors des figures pendant les entractes lors de grandes compétitions de patinages à Oslo en 1921, 1922 et 1923, ce qui lui donne l'expérience.
Henie réussit à inscrire Sonja au premier Jeux olympiques d'hiver de Chamonix en 1924, et il l'accompagne lors de la préparation à Saint-Moritz avant les Jeux. Sonja n'avait alors que onze ans.
Henie et son épouse Selma réalisent eux-mêmes les costumes de patinage de Sonja.
Sonja devient championne du monde de patinage artistique la première fois en 1927. Elle conserve son titre jusqu'en 1936. Elle est championne olympique en 1928, 1932 et en 1936. Elle est également championne d'Europe en 1931, 1932, 1933, 1934, 1935 et 1936, et plusieurs fois championne national. Au cours de cette période, Henie consacre beaucoup de son temps et d'énergie à la carrière de sa fille.
Après trois médailles d'or olympiques et dix championnats du monde, Sonja renonce à son statut d'amateur et se dirige vers une carrière cinématographique à Hollywood. La famille se rend en Amérique en 1936, alors que Sonja a 25 ans. Parallèlement à sa carrière cinématographique, Sonja pose dans des revues de patinage populaires.
Henie meurt en 1937.

## Palmarès amateurs
- Anvers 1894
  -  Champion du monde de demi-fond amateurs

- Cologne 1895
  -  Médaillé de bronze du championnat du monde de demi-fond amateurs

- Paris 1900
  -  Médaillé d'argent du championnat du monde de demi-fond amateurs